# Corinna Harrer
Corinna Harrer (Regensburg, 19 januari 1991) is een atleet uit Duitsland.
In 2009 won ze een zilveren medaille bij de junioren op de Europese kampioenschappen.
Op de Olympische Spelen van Londen in 2012 nam Harrer deel aan de 1500 meter.
Op de Europese kampioenschappen indooratletiek 2013 werd ze tweede op de 3000 meter.
In de periode 2009-2013 nam Harrer ook deel aan de Europese kampioenschappen veldlopen.
- Gemeinsame Normdatei: 1175892726
- World Athletics: 14277904
- Virtual International Authority File: 3889154867602160100009